# Ezra Henniger
Pour les articles homonymes, voir Henniger.
Ezra Churchill Henniger (1er mai 1927-22 janvier 1990), est un athlète canadien, spécialiste du demi-fond.
Fils de l'homme politique britanno-colombien provincial Ezra Churchill Henniger, il complète l'épreuve de 800 mètres masculin aux Jeux olympiques d'été de 1948 de Londres. Il épouse Lillian Gloria Harrison en 1955. Henniger périt dans un accident de voiture en 1990,.